# مطار باتنة - مصطفى بن بولعيد
مطار مصطفى بن بولعيد أو مطار باتنة ، (إياتا: BLJ، إيكاو: DABT) هو مطار يقع 35 كلم شمالي مدينة باتنة شرقي الجزائر

## العرض
مطار باتنة هو مطار مدني دولي يخدم مدينة باتنة ، العاصمة التاريخية لأوريس ، والمنطقة الشرقية (ولايات باتنة ، خنشلة وأم البواقي).
تسير شؤون المطار من قبل مؤسسة إدارة الخدمة الجوية في قسنطينة. (Constantine EGSA).

## التاريخ
تم افتتاح المطار في 5 يوليو 1998 ، تحت اسم مطار مدغاسن ، من الاسم البربري للضريح النوميدي الواقع في بوميا بالقرب من المطار.
بعدها سمي المطار بمصطفى بن بولعيد تكريما للزعيم التاريخي لجبهة التحرير الوطني خلال حرب الاستقلال الجزائرية.

## الموقع
يقع مطار مصطفى بن بولعيد بمنطقة سريانة على بعد 35 كلم شمالي مدينة باتنة شرقي الجزائر.

## البنية التحتية ذات الصلة

### المدرج
المطار به مدرج إسفلتي خرساني بطول 3000 مترًا.

### محطة المسافرين
الهندسة المعمارية للمحطة مستوحاة من شكل ضريح ميدراسين.

### الوصول
يتم الوصول إلى المطار عن طريق البر عبر RN 3 ثم RN 75 شمال باتنة. كما يمكن الوصول إلى المطار عن طريق الطريق السريع الجديد الذي يربط باتنة من الجنوب بالطريق السيار.

## الوجهات
| شركـات طيـران           | الوجهات                                            |
| ----------------------- | -------------------------------------------------- |
| إيغل أزور               | مطار باريس أورلي                                   |
| الخطوط الجوية الجزائرية | الجزائر العاصمة، مارسيليا، مطار باريس أورلي , ليون |

## إحصائيات
بلغ عدد ركاب المطار ذروته عند 125000 مسافر في عام 2002 ، ولكن اليوم مع أربع رحلات أسبوعيًا إلى العاصمة وخمس رحلات إلى الخارج ، بالكاد يبلغ عدد الركاب 80 ألفًا في السنة.